# Edwin Johnson (Historiker)
Edwin Johnson (* 9. November 1842 in Upton nahe Andover (Hampshire); † 3. Oktober 1901) war ein britischer Pfarrer und später Professor für Klassische Philologie. Seinen Forschungsergebnissen zufolge gibt es im Sinne des Jesus-Mythos keine Beweise für die historische Existenz Jesu Christi. Auch die Echtheit der Paulusbriefe stellte er in Frage und suchte deren Entstehungsgeschichte durch Hinweise auf Marcion zu erklären, ähnlich wie später einige Autoren der niederländischen Radikalkritik, die sich zum Teil auf ihn beriefen.

## Leben
Edwin Johnson wurde als zweiter Sohn von Reverend Alfred Johnson, einem kongregationalistischen Pfarrer geboren. 1859 studierte er zunächst am New College (London), St. John’s Wood. Er bekam drei Stipendien und setzte seine Studien in London fort, die er mit einem Master in Altphilologie abschloss. Seine erste Pfarrstelle trat er in Forest Hill bei London an, wo er 1865 auch heiratete. Ein Reise führte ihn auf das kontinentale Europa, er besuchte Frankreich, die Schweiz, Norditalien und Deutschland. Nach seiner Rückkehr 1870 wurde er nach Boston in Lincolnshire versetzt, wo ihm neben seinen pastoralen Aufgaben genügend Zeit zum Schreiben und für seine Vortragstätigkeit zur nationalen Bildung blieben. Zugleich widmete er sich in unveröffentlichten Manuskripten der klassischen griechischen, aber auch zeitgenössischen englischen Literatur. 1879 wurde er an seinem alten College Professor für Klassische Philologie (Latein/Griechisch), eine Tätigkeit, die es ihm ermöglichte, sich intensiv mit der griechischen Mythologie und Philosophie sowie der griechische Kirchengeschichte zu beschäftigen.
Ein frühes Ergebnis seiner Studien zur Patristik wagte er 1887, um seine Stellung nicht zu gefährden, nur anonym zu publizieren. Denn in diesem Buch mit dem Titel Antiqua Mater bestritt Johnson unter Bezugnahme auf die zeitgenössische Leben-Jesu-Forschung und in intensiver Auseinandersetzung mit den Schriften der Kirchenväter nicht nur die historische Existenz Jesu Christi, sondern auch die Echtheit sämtlicher Paulusbriefe. Vielmehr habe sich das Christentum aus einer innerjüdischen Bewegung heraus entwickelt, die eine liberale Auslegung der Torah, vereinfachte Ritualen und eine hohe Spiritualität vertrat. Einflüsse der Gnosis, zeitgenössischer Mysterienkulte und nicht zuletzt der Religionsstifter Marcion haben nach Johnson die Herausbildung des Christentum entscheidend beeinflusst.
Erst in seinem Spätwerk The Pauline Epistles und dem posthum von Edward Augustus Petherick veröffentlichten und eingeleiteten The Rise of English Culture geht Johnson unter dem Einfluss der französischen Jesuiten Jean Hardouin (1646–1729) und Barthélémy Germon (1563–1718) davon aus, dass vor allem in benediktinischen Klöstern des frühen 16. Jahrhunderts die literarische und Kirchengeschichte ganzer Jahrhunderte gefälscht worden sei, namentlich die der sog. Dunklen Jahrhunderte. Die Kirchenväter, die Evangelien, der heilige Paulus samt den frühchristlichen Texten werden von Johnson als rein literarische Schöpfungen dargestellt. Dies macht die Ansichten dieses in der angelsächsischen Welt weitgehend vergessenen Autors attraktiv für Vertreter der sogenannten Chronologiekritik.

## Werk (Auswahl)
- The Mouth of Gold: A Series of Dramatic Sketches Illustrating the Life and Times of Chrysostom (1873)
- Antiqua Mater: A Study of Christian Origins (1887)
- The Rise of Christendom (1890)
- The Pauline Epistles: Re-studied and Explained (1894)
- The Quest of Mr. East (Roman unter dem Pseudonym „John Soane“) (1900)
- The Rise of English Culture (1904)
- The Prolegomena of Jean Hardouin (Translated by Edwin Johnson. Angus & Robertson, Sydney 1909) (diverse Nachdrucke erhältlich, u. a. in Deutschland hrsg. von Hermann Detering, BoD, Norderstedt 2010, ISBN 978-3-8391-8381-6.)